# Orthonama albipuncta
Orthonama albipuncta är en fjärilsart som beskrevs av W. Warren 1908. Orthonama albipuncta ingår i släktet Orthonama och familjen mätare. Inga underarter finns listade i Catalogue of Life.